# Metropolis Street Racer
Metropolis Street Racer – brytyjska wyścigowa gra komputerowa wyprodukowana przez Bizarre Creations oraz wydana przez Segę w 2000 roku na konsolę Dreamcast.